# Stará radnice (Mladá Boleslav)
Stará radnice v Mladé Boleslavi stojí na severním konci Staroměstského náměstí v historickém jádru města. V původní renesanční podobě byla vystavěna v letech 1554–1559 jako dvoupatrová stavba s dvěma věžemi – vyšší čtyřbokou a nižší okrouhlou – a bohatou sgrafitovou výzdobou s biblickými motivy. Autorem byl italský architekt Matteo Borgorelli. Později byla několikrát rekonstruována, mimo jiné následkem čtyř požárů v 17. a 18. století. Roku 1822 bylo přistavěno třípatrové severní křídlo směrem ke kostelu Nanebevzetí Panny Marie, které bylo ve třicátých letech 20. století strženo a společně s původním zadním křídlem ve Starofarní ulici nahrazeno novou přístavbou ve stylu historizujícího klasicismu.
Budova původně sloužila městské radě, její součástí byla mimo jiné kaple a od 19. století rovněž městský žalář. Později v ní sídlil okresní a krajský soud, elektrické podniky, okresní národní výbor a okresní úřad. Po zrušení okresních úřadů slouží jako jedno z pracovišť mladoboleslavského magistrátu. Sídlí zde mimo jiné odbor sociálních věcí, životního prostředí, školství a kultury. Od května do září je veřejnosti přístupná vyhlídková věž s ochozem ve výšce 31,8 metru, celoročně pak městská galerie.
Nejstarší část bývalé radnice s číslem popisným 69 je od 3. května 1958 chráněna jako kulturní památka s rejstříkovým číslem 21740/2-1655. Nově přistavěné křídlo z 30. let, číslo popisné 70, samostatně chráněné není. Celý komplex je však od roku 1983 součástí ochranného pásma historického jádra města a od roku 1992 také městské památkové zóny.

## Historie

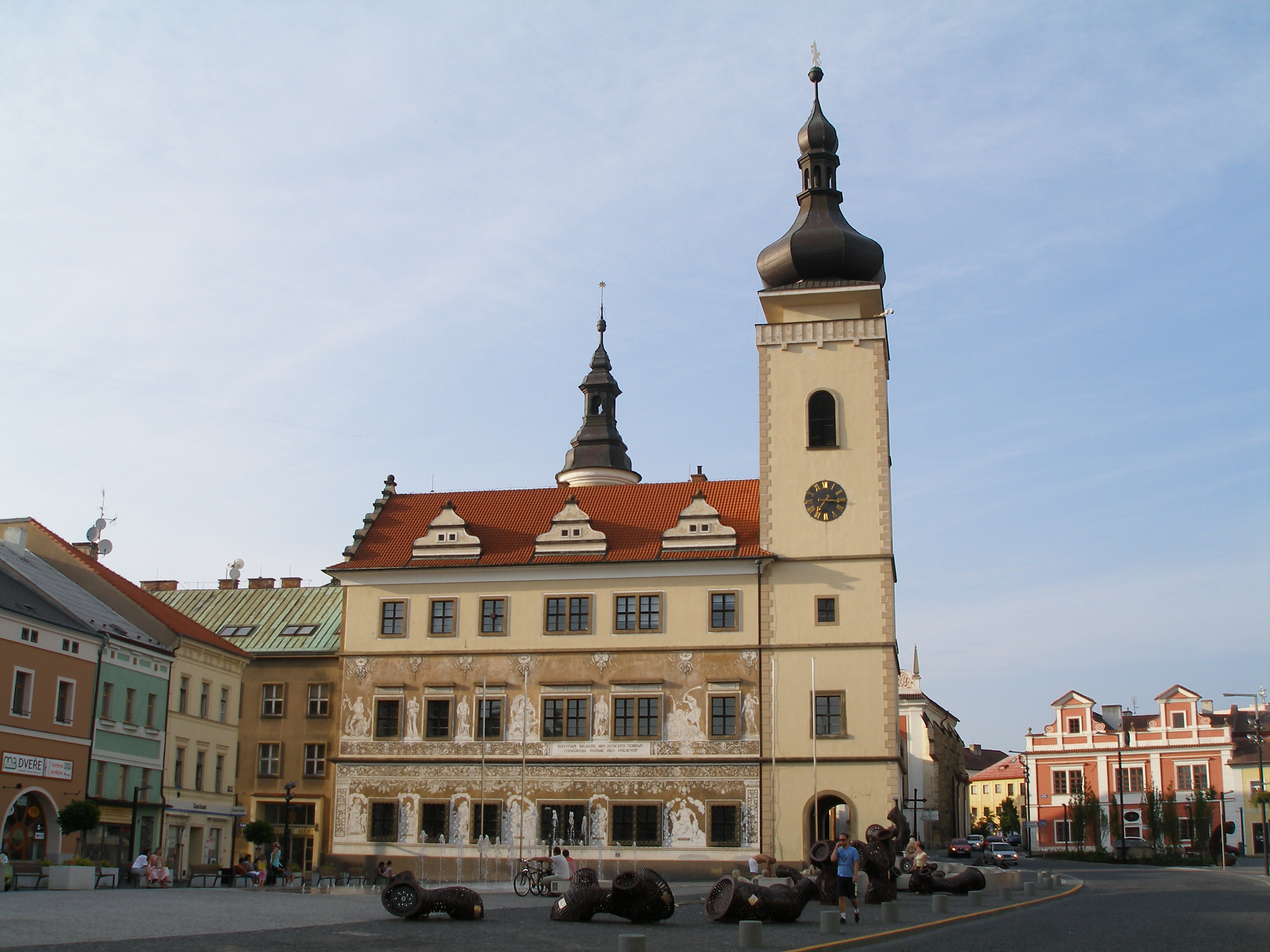
Stará radnice

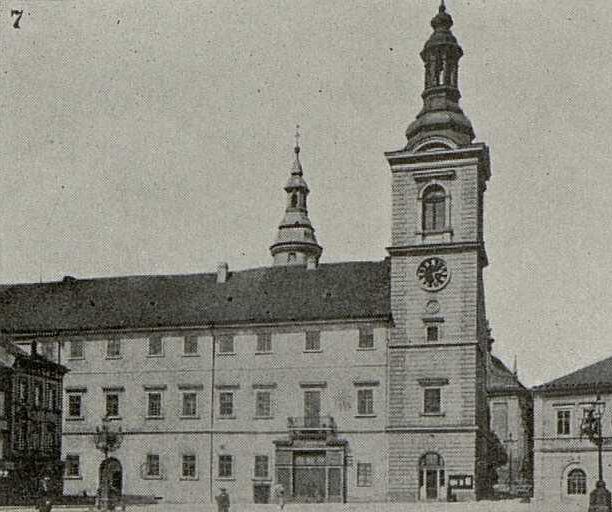
Snímek staré radnice v albu vydaném roku 1905

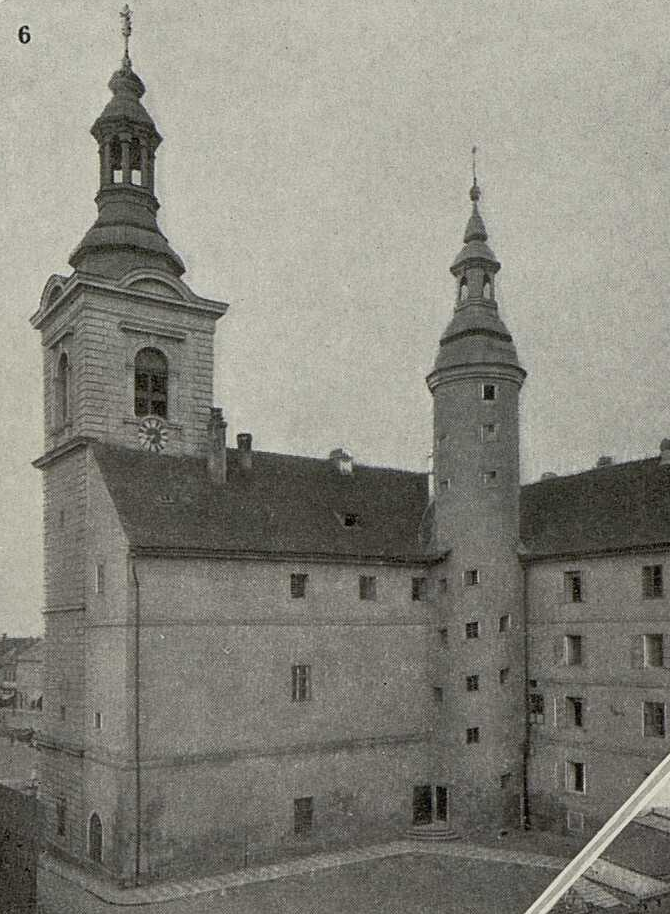
Pohled z kostela Nanebevzetí Panny Marie na začátku 20. století

Městští konšelé se v Mladé Boleslavi původně k jednání scházeli ve vlastních domech. Písemný záznam z roku 1334 zmiňuje, že v této době již ve městě stála radniční budova, její polohu se však dosud nepodařilo přesvědčivě určit. Pro výstavbu nové obecní budovy, která měla sloužit rovněž jako centrum obchodu, se rozhodli v polovině 16. století. Radnici ve tvaru písmene L se dvěma věžemi v renesančním stylu vystavěl Matteo Borgorelli, který ve městě působil ve službách Krajířů z Krajku a je autorem více významných objektů, například českobratrského sboru. Výstavba proběhla v letech 1554–1559.
Vesměs v původní podobě, obnovené rekonstrukcí ve 30. a 40. letech 20. století, se dochoval zasedací sál v 1. poschodí včetně kazetového stropu a centrálního pilíře sahajícího až do přízemí. Budova měla i některé pozdně gotické prvky, například kamenné ostění dveří v podzemí. Na východní věži byl od počátku hodinový stroj a původně byla i obývána, ve dvou bytech zde žili hlásní s rodinami. Zvony byly na věž zřejmě umístěny až po požáru blízké zvonice v roce 1761. V přízemí radnice byly obchody, mimo jiné masné krámy.

### Požáry a přestavby
Radnice prošla řadou stavebních úprav a rozšíření, v 17. a 18. století ji několikrát vážně poškodily požáry města. Jeden z nich, v roce 1710, vypukl přímo ve věži radnice od kamen, která chránila hodinový stroj před zamrznutím. V letech 1818 a 1844 město koupilo dva sousední domy, místo nichž byla vybudována nová křídla radnice sloužící mimo jiné soudu a věznici.
Sídlem vedení města byla stará radnice do roku 1868, kdy byla nedaleko, na dnešním Komenského náměstí za kostelem Nanebevzetí Panny Marie, dokončena nová městská budova podle projektu Jiřího Fichtnera. Zázemí zde našla radnice, divadlo, tehdejší piaristické gymnázium, dívčí škola a Měšťanská beseda. Starou radnici město pronajímalo dalším úřadům, policii, byly zde soukromé kanceláře i sklady, budova však zůstávala v majetku města, které nadále využívalo mimo jiné věž a sklepní prostory.

### 20. století
Na počátku 20. století mělo historické křídlo radnice bílou fasádu, pod níž byla objevena renesanční sgrafita s biblickými motivy. Hlavní čtyřboká věž měla barokní podobu, kterou dostala po posledním požáru z roku 1779. Město se rozhodlo pro zásadní rekonstrukci, jejímž cílem bylo vrátit radnici původní renesanční budovu a nahradit severní křídlo z roku 1822, kde byly zbudované vězeňské cely, novou stavbou ve stylu historizujícího klasicismu. Městem vydaná publikace z roku 1974 připisuje autorství projektu architektům Františku Bartákovi a Vladimíru Bolechovi, v Bartákův prospěch hovoří i další lokální zdroje. Národní památkový ústav ovšem jako autora uvádí Viléma Kvasničku. Práce začaly roku 1939 a byly dokončeny v průběhu druhé světové války. V historické budově byla obnovena řada historických detailů (kazety, portály, balkon) a ve 40. letech byla restaurována a dokomponována rovněž sgrafita na fasádě směřující do Staroměstského náměstí.
Nová část budovy byla poškozena během bombardování sovětským letectvem 9. května 1945, den po skončení války. Jedna z bomb dopadla přímo na sousední dům č. p. 72, další tři do Bělské ulice ústící do Staroměstského náměstí. V Bělské ulici zemřelo několik lidí a 21 rodin přišlo o střechu nad hlavou. Osm domů v ulici zůstalo neobyvatelných a většina musela být stržena. Na jejich místě byly později postaveny nové budovy navazující na komplex staré radnice. Sídlí v nich zejména správní úřady a policie. Při náletu byla zničena sousední budova okresního hejtmanství, v následujících letech se proto stará radnice stala sídlem Okresního národního výboru a posléze okresního úřadu. Po zrušení okresů jako správních celků a přenesení kompetencí okresních úřadů na obce s rozšířenou působností je stará radnice jednou z budov magistrátu statutárního města Mladá Boleslav.

## Sgrafitová výzdoba
Sgrafitová výzdoba na průčelí radnice je zřejmě mladší než budova samotná, přesná doba vzniku není známá. V průběhu času byla zabílena a znovu objevena v roce 1899. Figurální kresby ve spodních patrech budovy z fasády nevystupují, výše umístěné rostlinné motivy jsou plastické. Sgrafita na úrovni přízemí zobrazují (zleva) apoštoly Matouše, Marka, Lukáše, Jana, Pavla a Petra. V prvním patře jsou vyobrazeni mimo jiné svatý Václav a svatý Jiří bojující s drakem. Na průčelí je rovněž vyveden latinský nápis, jehož český překlad zní „Spravedlnost střezte, kdož soudíte zemi. Svorností malé věci sílí.“ Podle historika Karla Herčíka odkazuje na období, kdy v budově sídlil krajský soud.
V pravém horním rohu sgrafitové výzdoby je uvedena informace, že renovaci sgrafit provedli v letech 1940 a 1941 Kulhánek z Hořic a Wágner z Prahy.

### Vyobrazení apoštolů na přízemí radnice

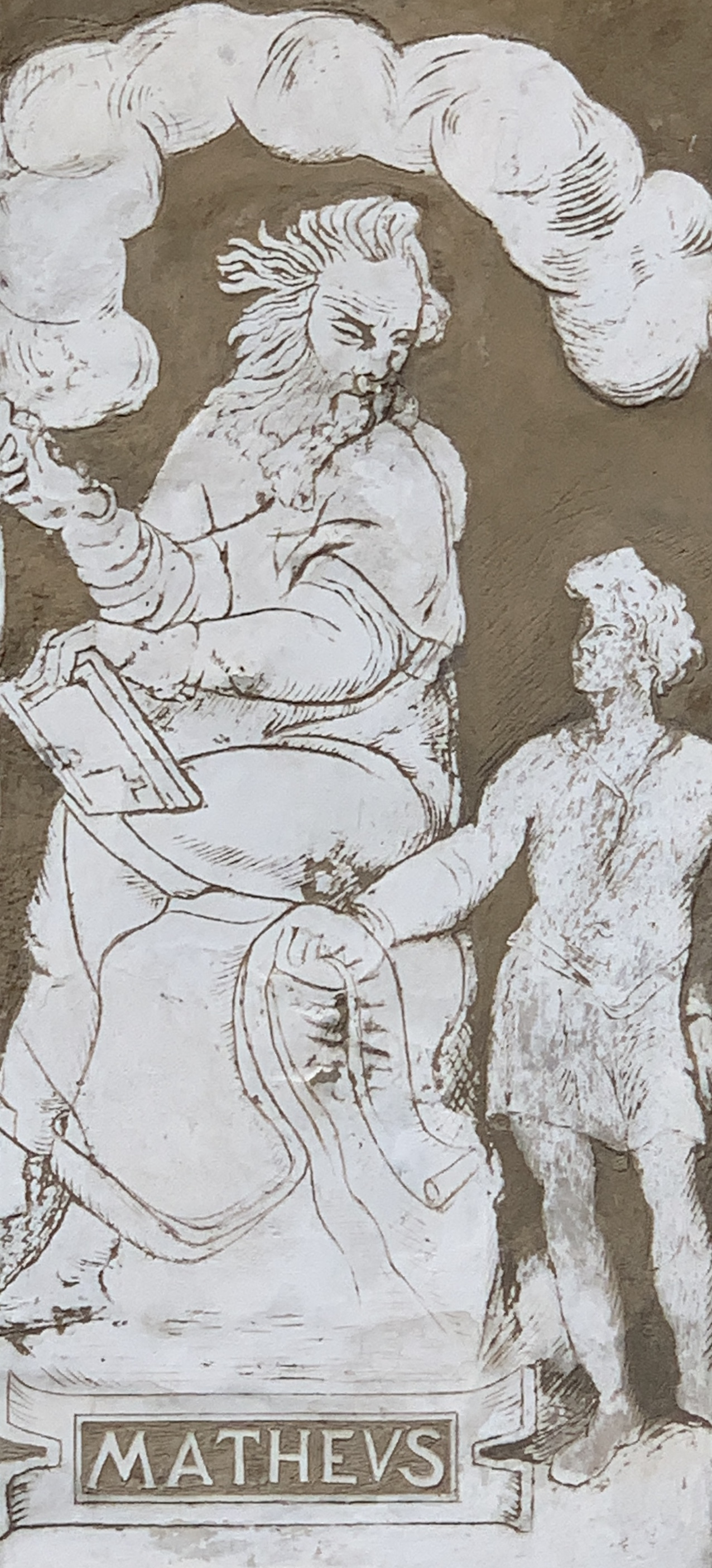
Matouš
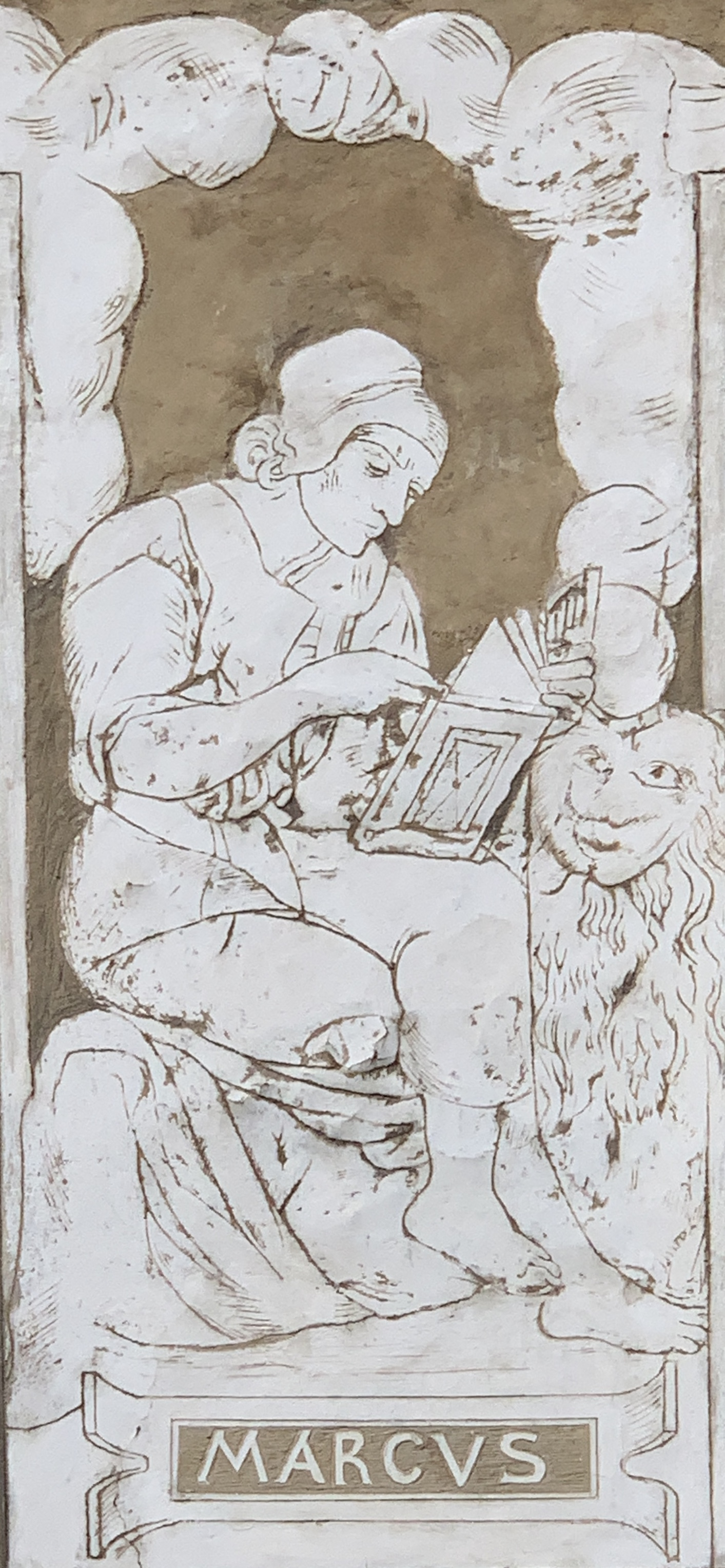
Marek
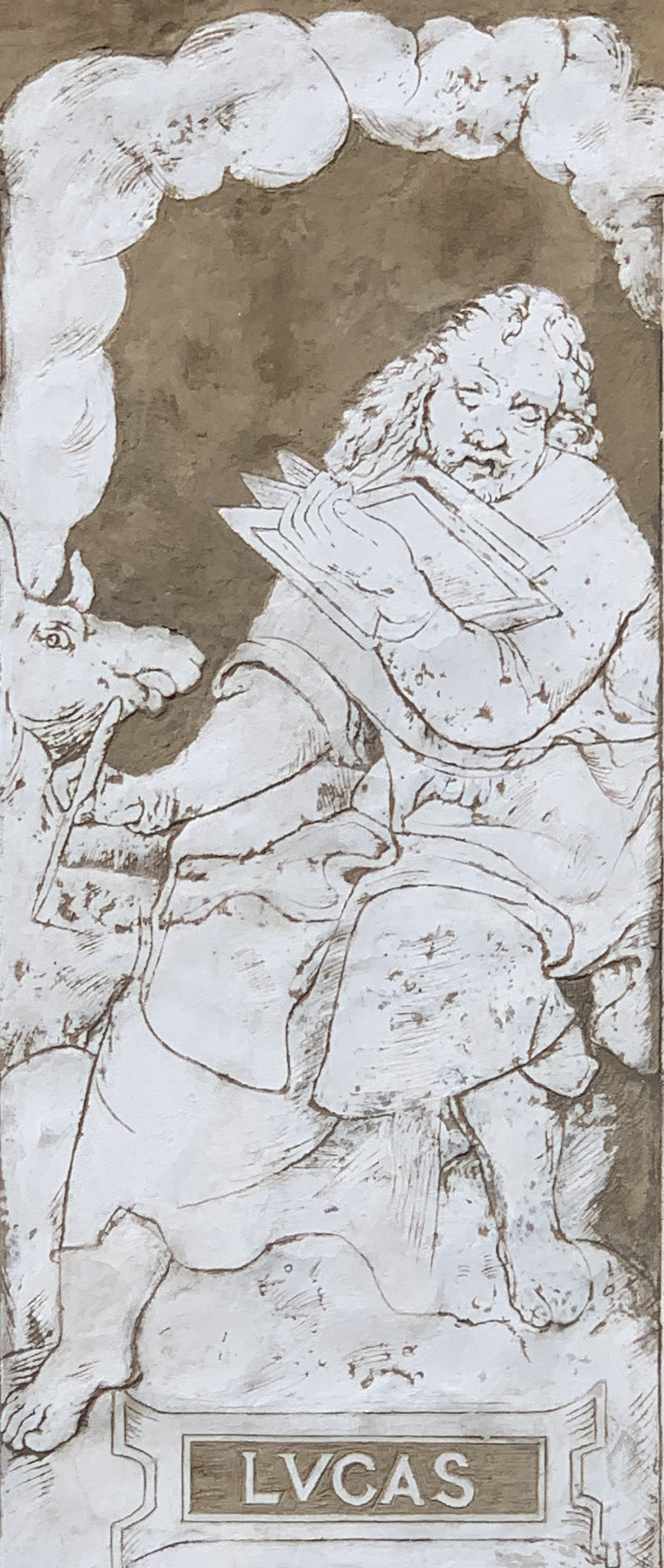
Lukáš
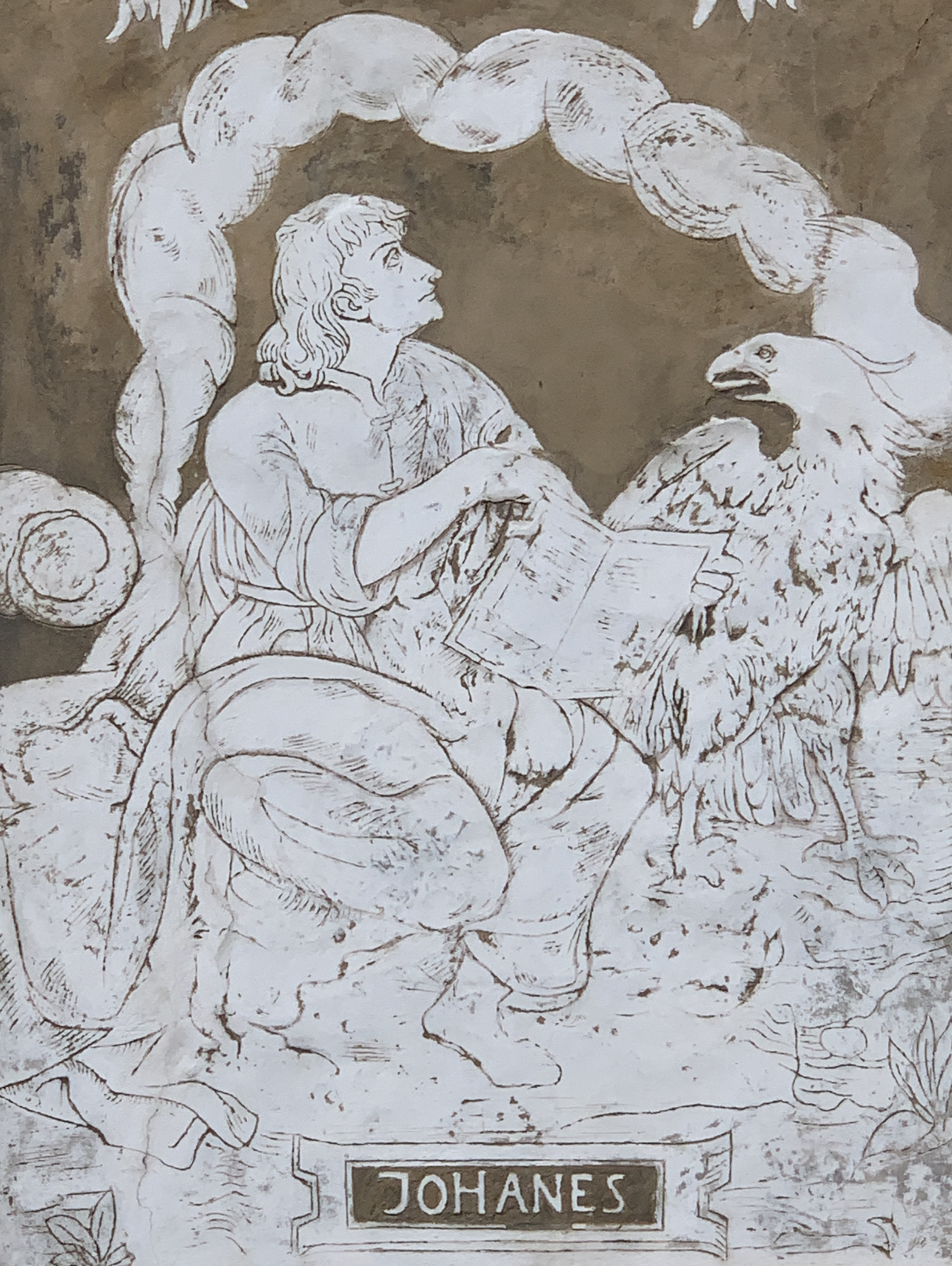
Jan
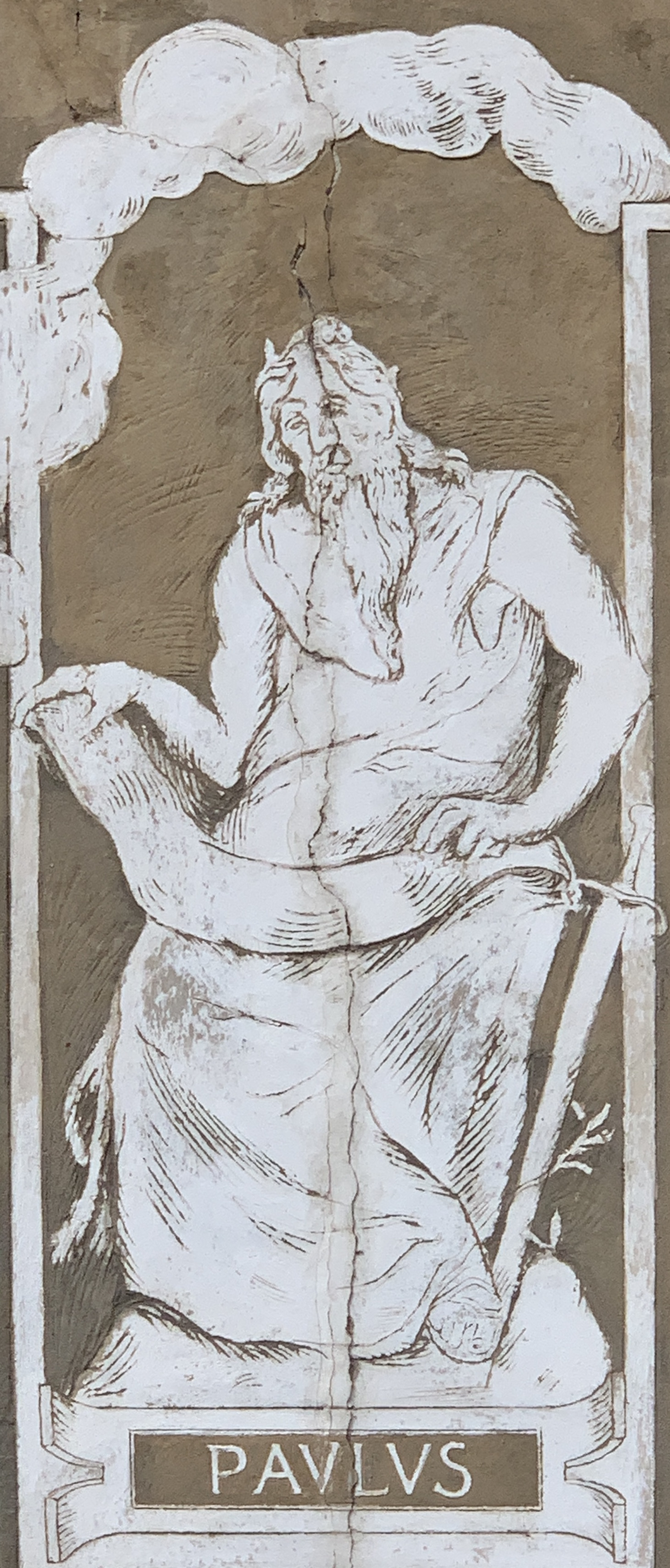
Pavel
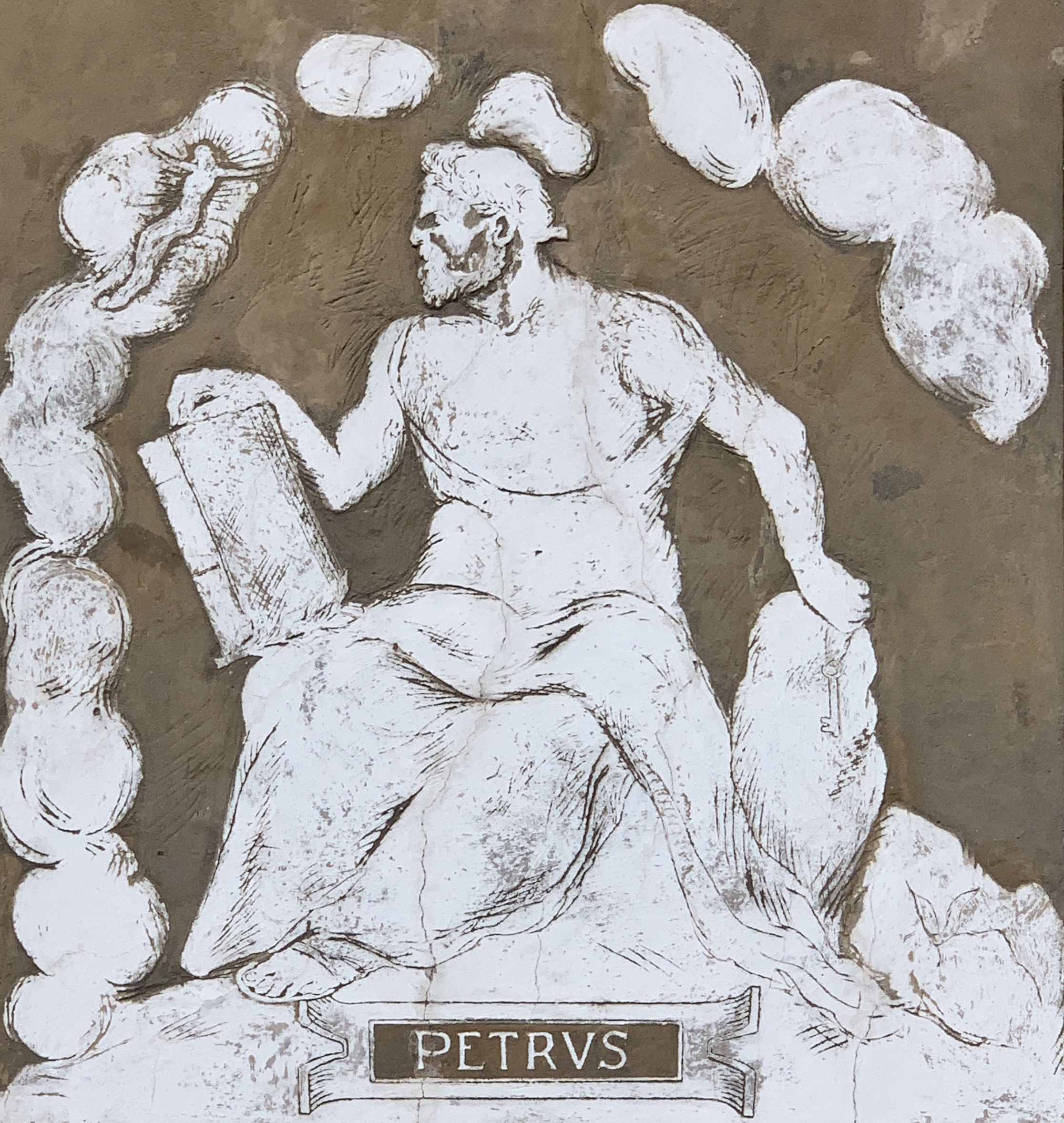
Petr